# چهارگاه (مهاباد)
چهارگاه (مهاباد)، روستایی از توابع بخش خلیفان شهرستان مهاباد در استان آذربایجان غربی ایران است.

## جمعیت
این روستا در دهستان کانی‌بازار قرار دارد و براساس سرشماری مرکز آمار ایران در سال ۱۳۸۵، جمعیت آن ۱۶۳ نفر (۳۳ خانوار) بوده‌است.
شغل اکثر مردم کشاورزی توأم با دامداری است.
این روستا در جنوب شهرستان مهاباد در فاصلهٔ ۵۰ کیلومتری آن شهر واقع شده‌است.